# 馬斯霍爾德格拉本河
49°00′28″N 10°40′30″E / 49.00785°N 10.67493°E
馬斯霍爾德格拉本河（德語：Maßholdergraben），是德國的河流，位於該國東南部，由巴伐利亞負責管轄，屬於布魯克巴赫河的左支流，河道全長2公里，流域面積1.7平方公里，流經魏森堡-貢岑豪森縣。